# Björn och Benny
Björn och Benny kallas textförfattarna, låtskrivarna med mera Björn Ulvaeus och Benny Andersson.